# باشگاه فوتبال سنت ترویدنس
باشگاه فوتبال سنت ترویدنس (انگلیسی: Sint-Truidense V.V.) یک باشگاه فوتبال در شهر سنت ترویدن، بلژیک است.
این باشگاه که در سال ۱۹۲۴ تأسیس شده‌است سابقه یک نایب قهرمانی در لیگ برتر فوتبال بلژیک را دارد.

## افتخارات
- لیگ برتر فوتبال بلژیک:
  - نایب قهرمانی (۱): ۱۹۶۵–۶۶
- لیگ دسته دوم فوتبال بلژیک:
  - قهرمان (۴): ۱۹۸۶–۸۷، ۱۹۹۳–۹۴، ۲۰۰۸–۰۹، ۲۰۱۴–۱۵
  - نایب قهرمان (۱): ۱۹۵۶–۵۷
- جام حذفی فوتبال بلژیک:
  - نایب قهرمان (۲): ۱۹۷۰–۷۱، ۲۰۰۲–۰۳
- لیگ کاپ بلژیک:
  - قهرمان (۱): ۱۹۹۷–۹۸

## بازیکنان ایرانی
- رضا قوچان‌نژاد : (۲۰۱۳–۲۰۱۱)